# سانت بانكراس (لندن)
سانت بانكراس هو حي سكني في مدينة لندن - إنجلترا.

## معرض صور

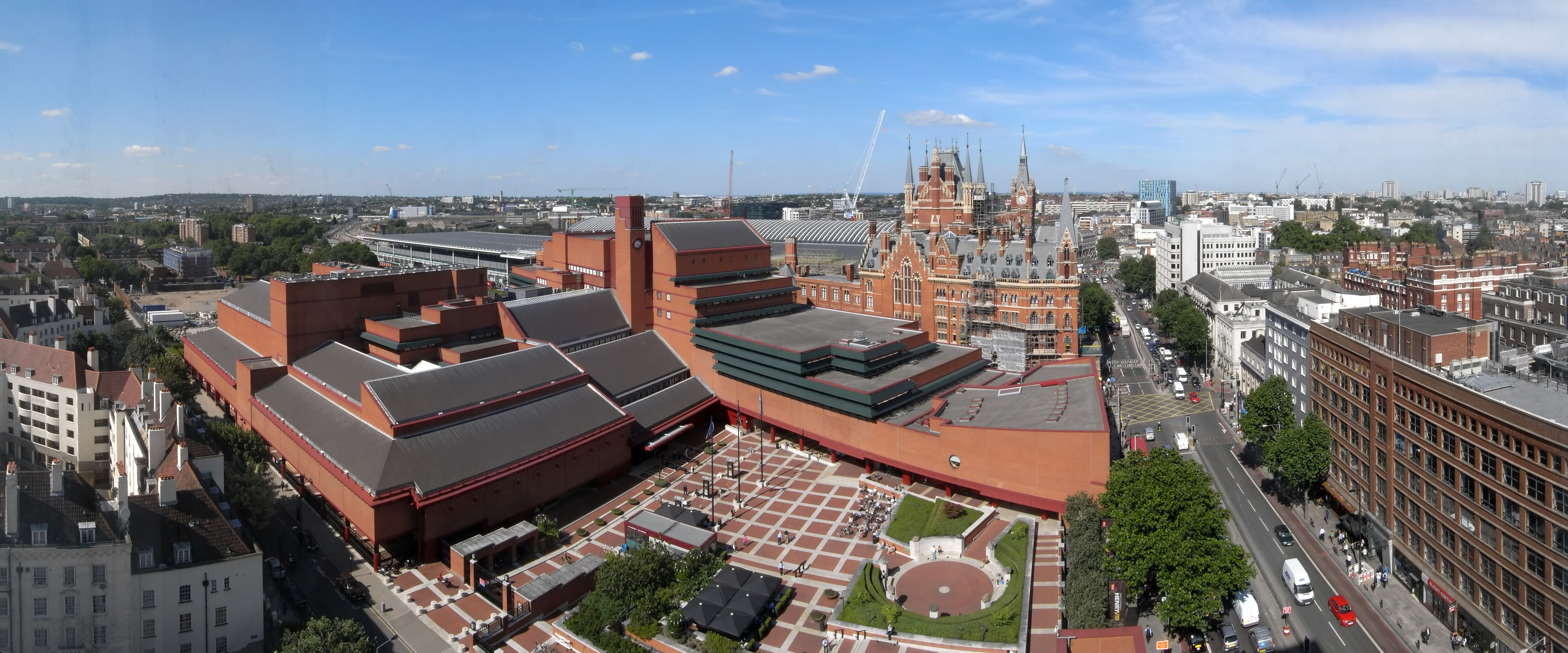
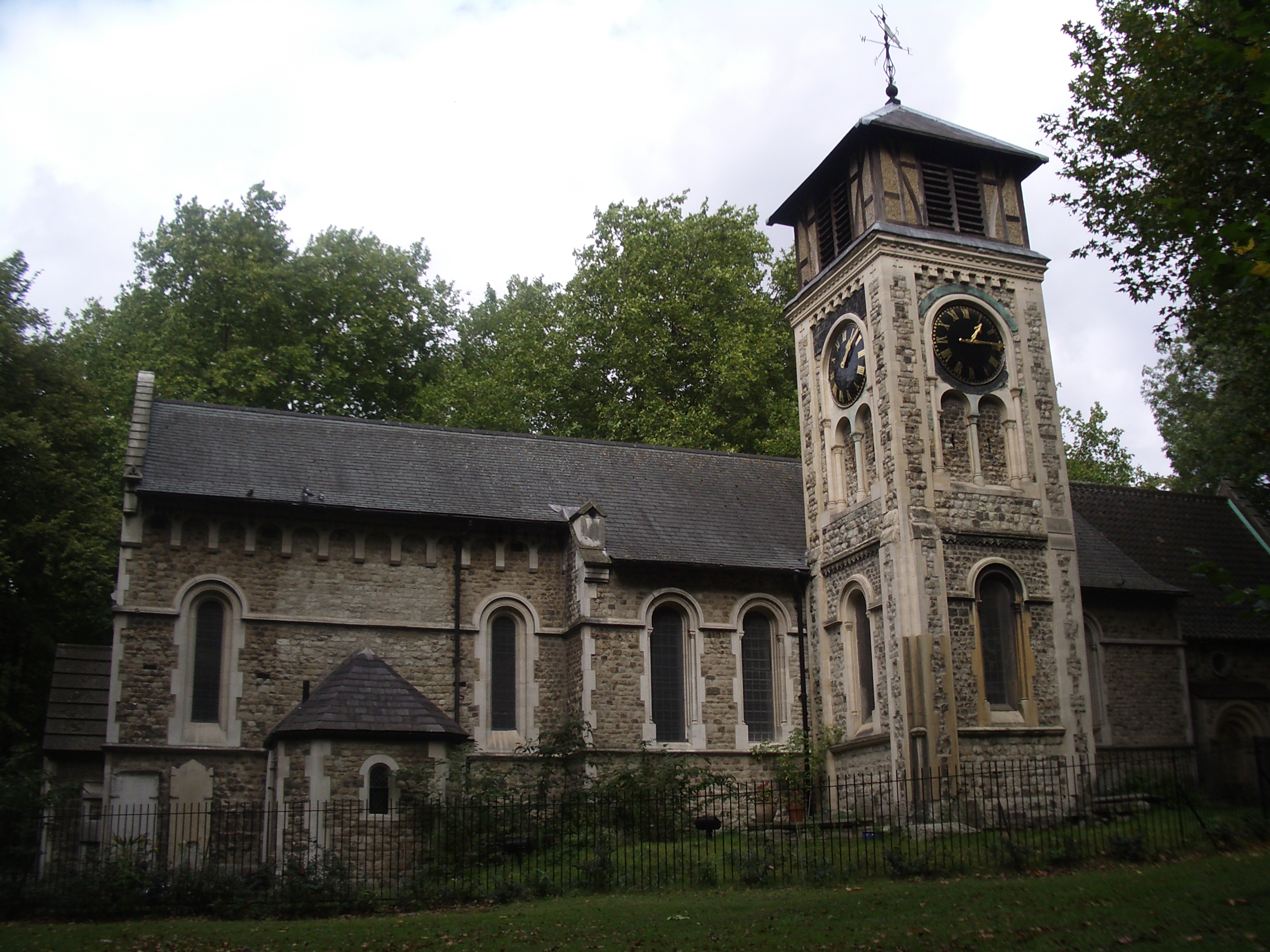
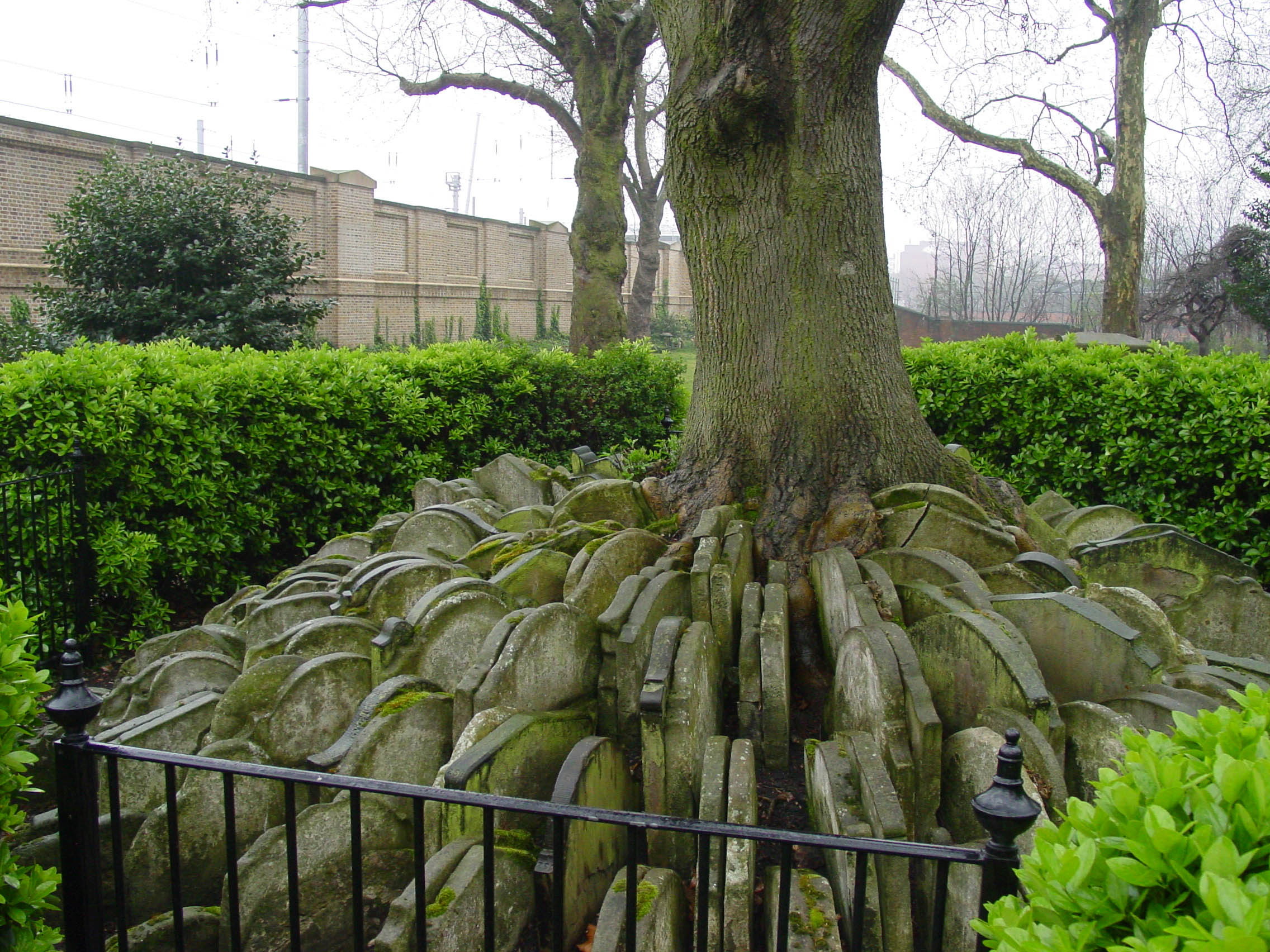
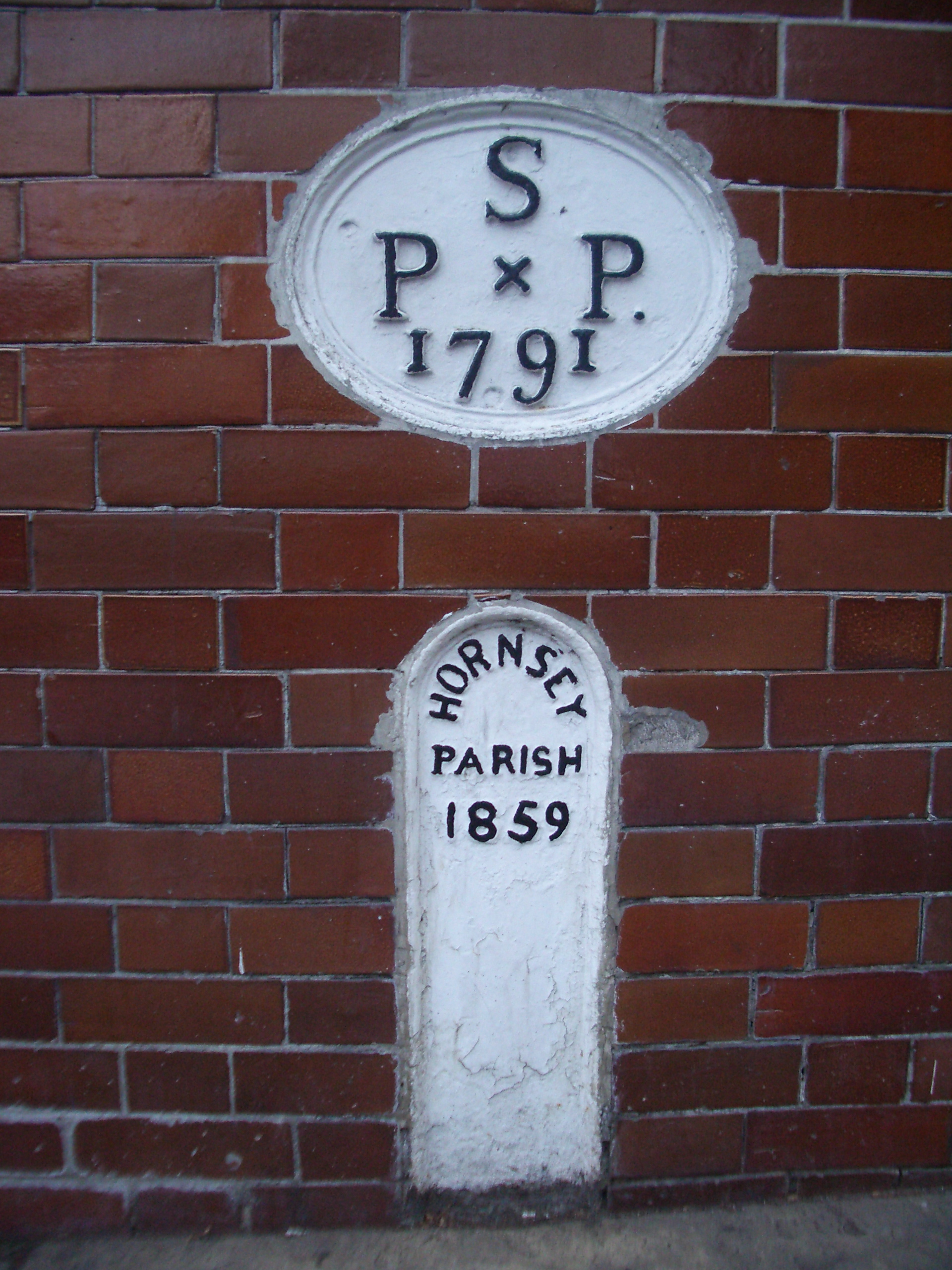

## أعلام
- ويليام هارتنيل
- هنريتا دوغديل
- زوي هيلر
- جوناثان روس
- إميلي تايلور
- مايكل أيرتون
- بيرت بولتون